# Яжомбково
Яжомбково (пол. Jarząbkowo) — село в Польщі, у гміні Неханово Гнезненського повіту Великопольського воєводства.
Населення — 247 осіб (2011).
У 1975-1998 роках село належало до Познанського воєводства.

## Демографія
Демографічна структура станом на 31 березня 2011 року:
|          | Загалом | Допрацездатний вік | Працездатний вік | Постпрацездатний вік |
| -------- | ------- | ------------------ | ---------------- | -------------------- |
| Чоловіки | 114     | 22                 | 78               | 14                   |
| Жінки    | 133     | 32                 | 71               | 30                   |
| Разом    | 247     | 54                 | 149              | 44                   |